# Stepa Bugeacului

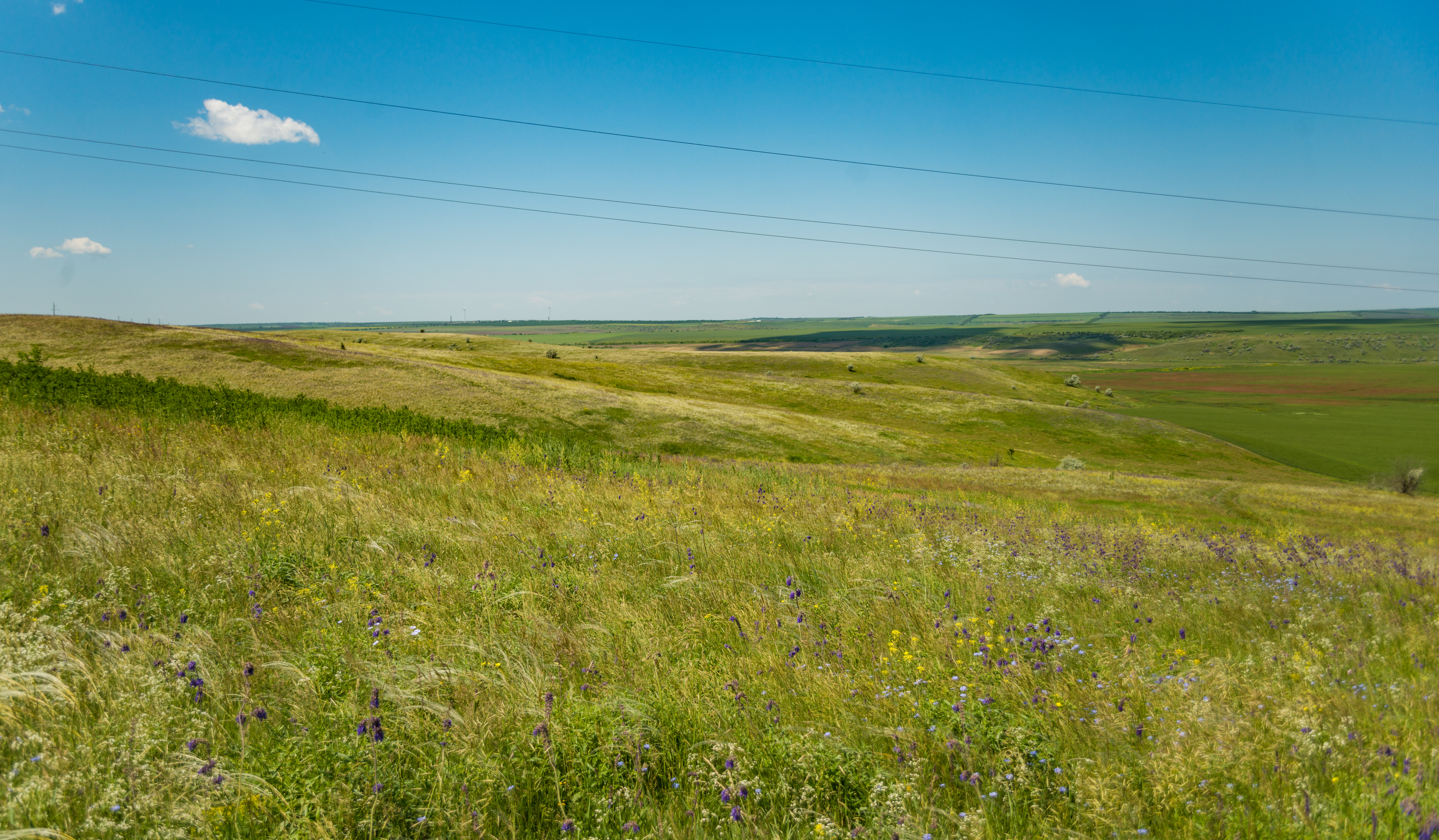
Rezervația naturală de plante medicinale Bugeac

Stepa Bugeacului este o zonă de vegetație situată în sudul Republicii Moldova și Bugeacul Ucrainei (regiunea Odesa), în interfluviul Pruto-Nistruean. La nord se mărginește cu Podișul Moldovei Centrale, la vest cu Colinele Tigheciului, la sud cu Dunărea și Marea Neagră, iar la nord-vest cu Nistrul. Stepa cuprinde un tip de vegetație zonală caracterizată prin dominarea plantelor xerofite, de regulă, înțelinite, ierboase perene, mai mult poacee.

## Climă
Stepa se dezvoltă în condiții de climă continentală, cu o perioadă secetoasă de lungă durată și cu puține precipitații atmosferice. Din cauza condițiilor mult mai aride decît în silvostepă, vegetația diferă. În asemenea condiții este bine pronunțată perioada de semirepaus estival: vegetația stepei își încetează pentru un timp oarecare dezvoltarea în perioada secetoasă a verii, și iarna din cauza temperaturilor joase. Aceste situații și încă multe altele determină predominarea xerofitelor și a mezoxerofitelor.